# Gmina Springfield (hrabstwo Mahoning)
Gmina Springfield (ang. Springfield Township) – gmina w Stanach Zjednoczonych, w stanie Ohio, w hrabstwie Mahoning. W 2020 roku liczyła 6800 mieszkańców.